# Стафилидис, Костас
Константинос Стафилидис (греч. Κώστας Σταφυλίδης; родился 2 декабря 1993 года, Салоники, Греция) — греческий футболист, защитник немецкого клуба «Ганза». Выступал за сборную Греции.

## Карьера
Стафилидис начинал играть в футбол в местной команде «Аетос Акропотаму». В 12 лет, скауты ПАОКа заметили его талант, и Костас присоединился к академии клуба. Стафилидис сыграл за все молодёжные команды ПАОКа.
В сезоне 2011/12 сыграл за клуб 16 матчей.
После успешного выступления на чемпионате Европы по футболу до 19 лет его заметил немецкий клуб «Байер 04», куда он и перешёл 23 июля 2012 года за 1,5 млн евро. Но так и не заиграв за «Байере», Костас отправился в аренду на сезон 2012/13 в греческий ПАОК, за который сыграл 21 матч и забил 1 гол. 9 июля 2014 года отправился в аренду в клуб английского Чемпионшипа «Фулхэм». За «Фулхэм» Костас сыграл 38 матчей. 20 августа 2015 года перешёл в «Аугсбург» за 1,8 миллионов евро.
В январе 2018 года был отдан в аренду английскому «Сток Сити» до конца сезона 2017/2018. В сезоне 2019/20 Костас Стафилидис перешёл в «Хоффенхайм», подписав с клубом контракт до 2023 года.
В летнее межсезонье 2022 подписал контракт с «Бохумом» на постоянной основе. 

## Международная карьера
Стафилидис сыграл большую роль на чемпионате Европы по футболу до 19 лет, выиграв серебряную медаль вместе со сборной, уступив в финале Испании. Костас дебютировал за основную сборную Грецию 14 ноября 2012 года в товарищеском матче против Ирландии.

### Международная статистика

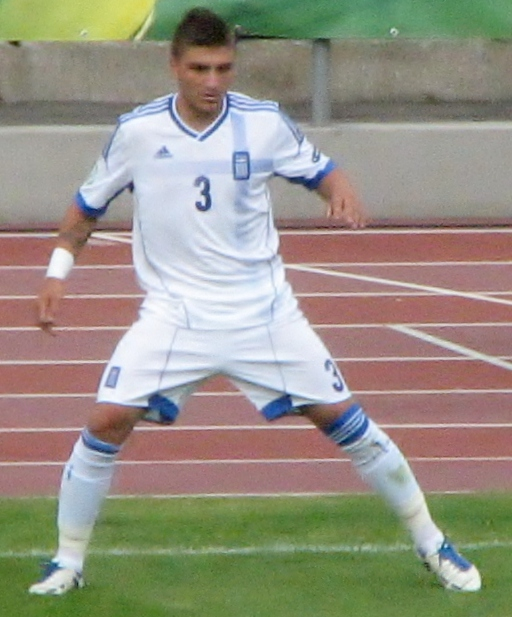
Стафилидис в матче против сборной Эстонии до 19 лет

| Сборная Греции по футболу | Сборная Греции по футболу | Сборная Греции по футболу | Сборная Греции по футболу |
| Год                       | Матчи                     | Голы                      |                           |
| ------------------------- | ------------------------- | ------------------------- | ------------------------- |
| 2012                      | 1                         | 0                         |                           |
| 2014                      | 2                         | 0                         |                           |
| 2015                      | 3                         | 1                         |                           |
| 2016                      | 2                         | 0                         |                           |
| 2017                      | 7                         | 0                         |                           |
| Всего                     | 15                        | 1                         |                           |

## Награды
ПАОК
- Серебряный призёр чемпионата Греции: 2012/13[8]

Сборная Греции по футболу (до 19 лет)
- Серебряный призёр чемпионата Европы по футболу 2012 (юноши до 19 лет)